# 网脉陵齿蕨
网脉陵齿蕨（学名：Lindsaea davallioides）为鳞始蕨科鳞始蕨属下的一个种。也称网脉林蕨。生长在林下或沟边蔭湿处。